# Cystografie

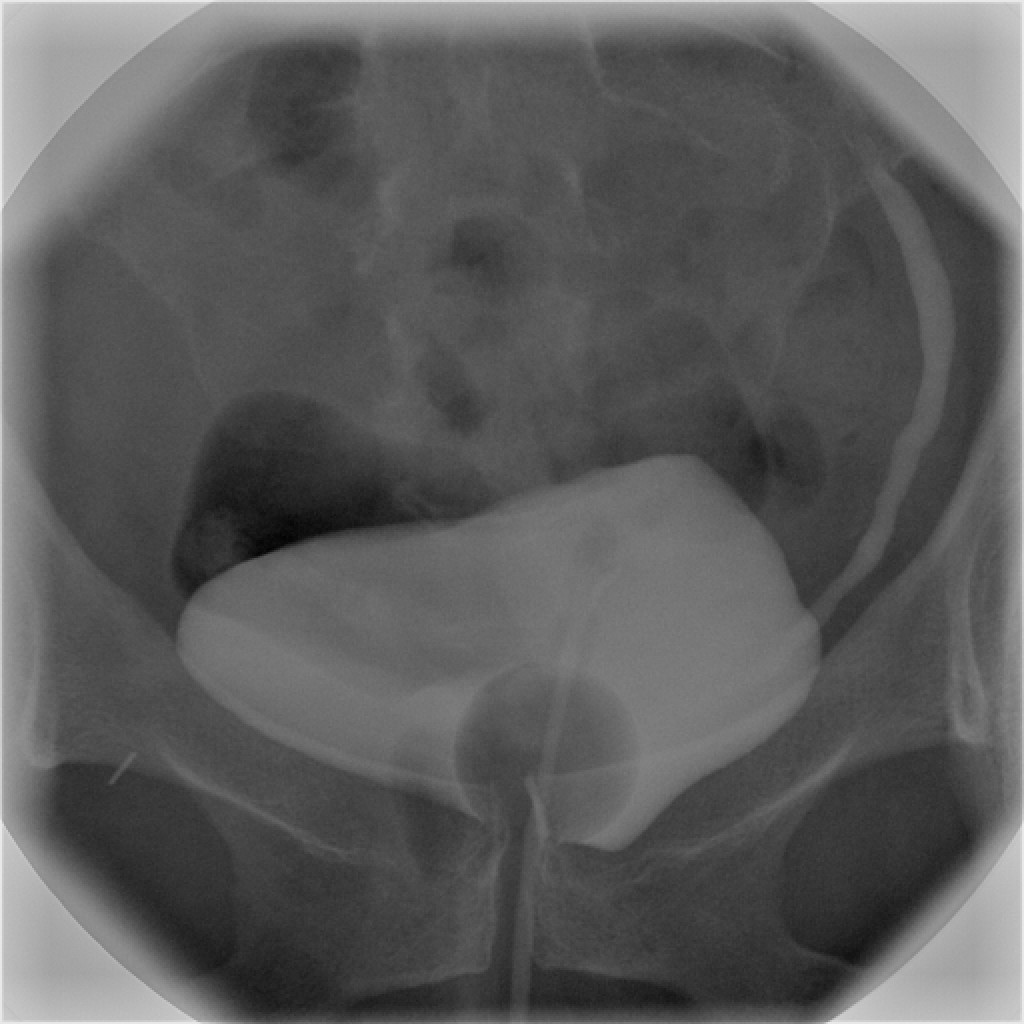
Cystogram. Röntgenfoto van de urineblaas gevuld met contraststof. Het contrastmiddel is wit op deze afbeelding. De katheter is nog aanwezig en is onder in beeld te zien. Aan de katheter zit een ballonnetje, dat als een donkere vlek in de blaas zichtbaar is. Links (op het plaatje rechts in beeld) is een vesico-ureterale reflux te zien.

Een cystografie is een onderzoekstechniek waarbij de urineblaas met een contraststof wordt gevuld (via een katheter) waarna er een röntgenfoto van wordt gemaakt. Onregelmatigheiden in de blaascontour kunnen zo zichtbaar worden gemaakt, evenals een eventueel toch nog achterblijvend residu na leegplassen. Aangezien deze verschijnselen ook goed vast te stellen zijn door middel van echografie, wordt een cystogram voor deze indicaties nog maar zelden uitgevoerd. Wel is het cystogram erg behulpzaam voor het vaststellen van een vesico-ureterale reflux.
Vaak wordt er ook een mictiecystogram gemaakt, waarbij er van het verloop van het plasproces met een röntgencamera een aantal foto's of een filmpje wordt gemaakt om afwijkingen in de urinewegen na de blaas en obstructies op te sporen.